# Mirosław Pych
Mirosław Krzysztof Pych (Słubice, 15 marzo 1972) è un ex atleta paralimpico polacco ipovedente.

## Biografia
Ha fatto parte della società Gorzow Wielkopolski e si è formato sotto la guida di Zbigniew Lewkowicz.. Si è specializzato nei 100 metri piani, nel pentathlon e soprattutto nel lancio del giavellotto. Ipovedente, ha gareggiato nella categoria B2/T10/T11.
Ha esordito in campo internazionale ai Giochi paralimpici di Barcellona nel 1992; ha continuato nelle edizioni 1996, 2000, 2004 e 2008. Ha inoltre partecipato alle competizioni paralimpiche europee e mondiali, fino al 2011. Si è ritirato dall'agonismo nel 2012.
Nel 2008 è stato insignito della Croce degli Ufficiali della Rinascita della Polonia (Order Odrodzenia Polski), con decreto del Presidente della Repubblica Lech Kaczyński.
Nel dicembre 2019 è stato tra gli ex atleti polacchi premiati dal presidente Andrzej Duda con la medaglia del Centenario del Comitato Olimpico Polacco.

## Palmarès
| Anno | Manifestazione       | Sede         | Evento                        | Risultato | Prestazione | Note |
| ---- | -------------------- | ------------ | ----------------------------- | --------- | ----------- | ---- |
| 1991 | Europei IBSA         | Caen         | Pentathlon B2                 | Argento   |             |      |
| 1991 | Europei IBSA         | Caen         | 4×400 m B1-3                  | Argento   |             |      |
| 1992 | Giochi paralimpici   | Barcellona   | 100 m piani B2                | Bronzo    | 11"66       |      |
| 1992 | Giochi paralimpici   | Barcellona   | Lancio del giavellotto B2     | 4º        | 46,66 m     |      |
| 1992 | Giochi paralimpici   | Barcellona   | Pentathlon B2                 | Oro       | 3 150 p.    |      |
| 1993 | Europei IBSA         | Dublino      | 100 m piani B2                | Oro       |             |      |
| 1993 | Europei IBSA         | Dublino      | 200 m piani B2                | Oro       |             |      |
| 1993 | Europei IBSA         | Dublino      | Salto in lungo B2             | Argento   |             |      |
| 1993 | Europei IBSA         | Dublino      | Pentathlon B2                 | Oro       |             |      |
| 1994 | Mondiali paralimpici | Berlino      | 100 m piani T11               | Oro       |             |      |
| 1994 | Mondiali paralimpici | Berlino      | 200 m piani T11               | Bronzo    |             |      |
| 1994 | Mondiali paralimpici | Berlino      | Salto in lungo F11            | Argento   |             |      |
| 1994 | Mondiali paralimpici | Berlino      | Lancio del giavellotto F11    | Oro       |             |      |
| 1994 | Mondiali paralimpici | Berlino      | Pentathlon P11                | Oro       |             |      |
| 1994 | Mondiali paralimpici | Berlino      | 4×400 m T10-12                | Argento   |             |      |
| 1995 | Europei IBSA         | Valencia     | Salto in lungo B2             | Bronzo    |             |      |
| 1995 | Europei IBSA         | Valencia     | Lancio del giavellotto B2     | Argento   |             |      |
| 1995 | Europei IBSA         | Valencia     | Pentathlon B2                 | Oro       |             |      |
| 1996 | Giochi paralimpici   | Atlanta      | 100 m piani T11               | Argento   | 11"39       |      |
| 1996 | Giochi paralimpici   | Atlanta      | Lancio del giavellotto F11    | Oro       | 58,48 m     |      |
| 1996 | Giochi paralimpici   | Atlanta      | Pentathlon P11                | Oro       | 3 118 p.    |      |
| 1997 | Europei IBSA         | Riccione     | Lancio del giavellotto F11    | Oro       |             |      |
| 1997 | Europei IBSA         | Riccione     | Pentathlon P11                | Oro       |             |      |
| 1998 | Mondiali IBSA        | Madrid       | Lancio del giavellotto F11    | Oro       |             |      |
| 1998 | Mondiali IBSA        | Madrid       | Pentathlon P11                | Oro       |             |      |
| 1998 | Mondiali IBSA        | Madrid       | 4×100 m T10-12                | Argento   |             |      |
| 1999 | Europei IBSA         | Lisbona      | Lancio del giavellotto F12    | Oro       |             |      |
| 2000 | Giochi paralimpici   | Sydney       | Lancio del giavellotto F12    | Oro       | 53,77 m     |      |
| 2000 | Giochi paralimpici   | Sydney       | Pentathlon P12                | Oro       | 3 307 p.    |      |
| 2001 | Europei IBSA         | Białystok    | Lancio del giavellotto F12    | Oro       |             |      |
| 2001 | Europei IBSA         | Białystok    | Pentathlon P12                | Oro       |             |      |
| 2001 | Europei IBSA         | Białystok    | 4×100 m T11-13                | Oro       |             |      |
| 2002 | Mondiali paralimpici | Lilla        | Lancio del giavellotto F12    | Oro       |             |      |
| 2003 | Europei paralimpici  | Assen        | Lancio del giavellotto F12    | Oro       |             |      |
| 2003 | Europei paralimpici  | Assen        | Pentathlon P12                | Oro       |             |      |
| 2004 | Giochi paralimpici   | Atene        | Lancio del giavellotto F12    | Argento   | 52,32 m     |      |
| 2006 | Mondiali paralimpici | Assen        | Lancio del giavellotto F12    | Argento   |             |      |
| 2008 | Giochi paralimpici   | Pechino      | Lancio del giavellotto F11/12 | Bronzo    | 56,01 m     |      |
| 2011 | Mondiali paralimpici | Christchurch | Lancio del giavellotto F12/13 | 5º        |             |      |
| 2012 | Europei paralimpici  | Stadskanaal  | Lancio del giavellotto F12-13 | Argento   | 50,79 m     |      |
| 2012 | Giochi paralimpici   | Londra       | Lancio del giavellotto F12/13 | 7º        | 52,12 m     |      |